# Joppidium simile
Joppidium simile là một loài tò vò trong họ Ichneumonidae.